# Air Livonia
Air Livonia (code OACI : LIV) est une petite compagnie aérienne régionale estonienne, basée à Pärnu. Elle exploite un Antonov An-28 (18 places) turbopropulseur à deux moteurs (twin turbo-prop).

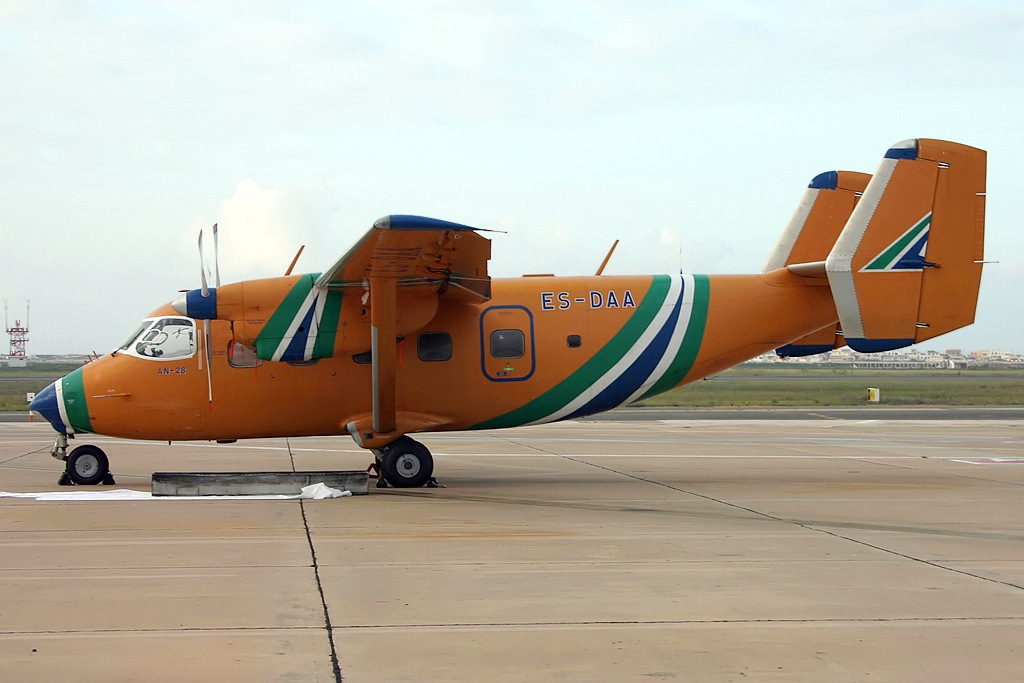
Antonov An-28 d'Air Livonia.